# Melicope pachyphylla
Melicope pachyphylla là một loài thực vật có hoa trong họ Cửu lý hương. Loài này được (King) T.G. Hartley mô tả khoa học đầu tiên năm 1994.